# Целинский, Нарцыз

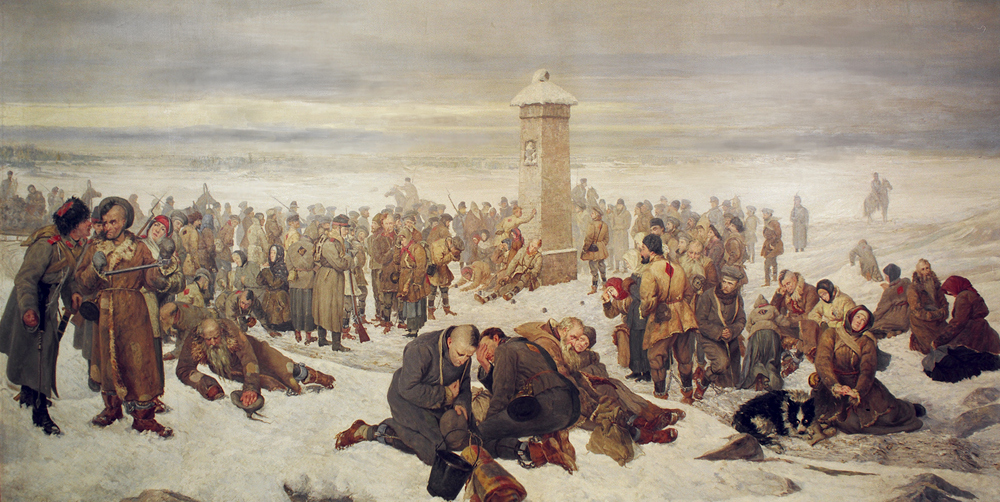
Ссылка в Сибирь. «Прощание с Европой» худ. А. Сохачевский

Нарцыз Цели́нский (правильно: Цели́ньски; пол. Narcyz Celiński; 1817 — 27 ноября 1866, Иркутск) — первый руководитель Кругобайкальского восстания 1866 года.
Участник польских восстаний 1848 года в Галиции и Познани; затем в качестве инженерного капитана служил на Кавказе. За участие в восстании 1863 года приговорен к 8-летней каторге и сослан в Иркутскую губернию.
Был лидером подпольной организации, организовавшей летом 1866 г. Кругобайкальское восстание, и при начале восстания стал командиром повстанческой армии — «Легиона Свободных Поляков» (Legion Wolnych Polaków). Другим руководителем стал 30-летний пианист Густав Шарамович. Их помощниками были Владислав Котковский и Яков Рейнер.
Их заговор предусматривал нападение на конвой, разоружение его и в дальнейшем — побег в Забайкалье, с целью освобождения других польских ссыльных, а затем через Монголию в Китай в надежде найти английские корабли, чтобы через Америку вернуться в Европу.
Однако, когда их план пробиться в Китай был отвергнут, он подал в отставку, передав власть Густаву Шармовичу.
Был судим в Иркутске, 19 ноября 1866 приговорен к смертной казни и 27 ноября того же года — расстрелян.